# 上真桑村
上真桑村（かみまくわむら）は、かつて岐阜県本巣郡に存在した村である。現在の本巣市上真桑に該当する。

## 歴史
- 江戸時代、この地域は天領であった。
- 1889年（明治22年）7月1日 - 町村制により上真桑村が発足。
- 1897年（明治30年）4月1日 - 下真桑村・軽海村・小柿村・十四条村・宗慶村と合併し、真桑村が発足。同日上真桑村廃止。